# جيسيكا جراف
جيسيكا جراف (بالإنجليزية: Jessica Graf)‏ هي ممثلة أمريكية، ولدت في 11 ديسمبر 1990 في كرانستون في الولايات المتحدة.

## وصلات خارجية
- جيسيكا جراف على موقع IMDb (الإنجليزية)
- جيسيكا جراف على موقع قاعدة بيانات الفيلم (الإنجليزية)